# Мерчанское сельское поселение
Мерчанское сельское поселение — муниципальное образование в составе Крымского района Краснодарского края России.
В рамках административно-территориального устройства Краснодарского края ему соответствует Мерчанский сельский округ.
Административный центр — село Мерчанское.

## Население
| 2010  | 2012  | 2013  | 2014  | 2015  | 2016  | 2017  |
| ----- | ----- | ----- | ----- | ----- | ----- | ----- |
| 1890  | ↗1919 | ↗1925 | ↗1972 | ↗2005 | ↘1999 | ↗2010 |
| 2018  | 2019  | 2020  | 2021  | 2023  |       |       |
| ↗2035 | ↘2019 | ↘1976 | ↗2101 | ↘2095 |       |       |

## Населённые пункты
В состав сельского поселения (сельского округа) входят 5 населённых пунктов:
| № | Населённый пункт | Тип населённого пункта | Население (чел.) |
| - | ---------------- | ---------------------- | ---------------- |
| 1 | Весёлый          | хутор                  | ↘397             |
| 2 | Майоровский      | хутор                  | ↘129             |
| 3 | Мерчанское       | село                   | ↗983             |
| 4 | Мова             | хутор                  | ↘168             |
| 5 | Ястребовский     | хутор                  | ↘213             |